# (1999) Hirayama
(1999) Hirayama – planetoida z pasa głównego asteroid okrążająca Słońce w ciągu 5 lat i 188 dni w średniej odległości 3,12 j.a. Została odkryta 27 lutego 1973 roku w obserwatorium Hamburg-Bergedorf w Bergedorfie przez Luboša Kohoutka. Nazwa planetoidy pochodzi od Kiyotsugu Hirayamy (1874–1943), japońskiego astronoma. Przed jej nadaniem planetoida nosiła oznaczenie tymczasowe (1999) 1973 DR.